# ربی اشی

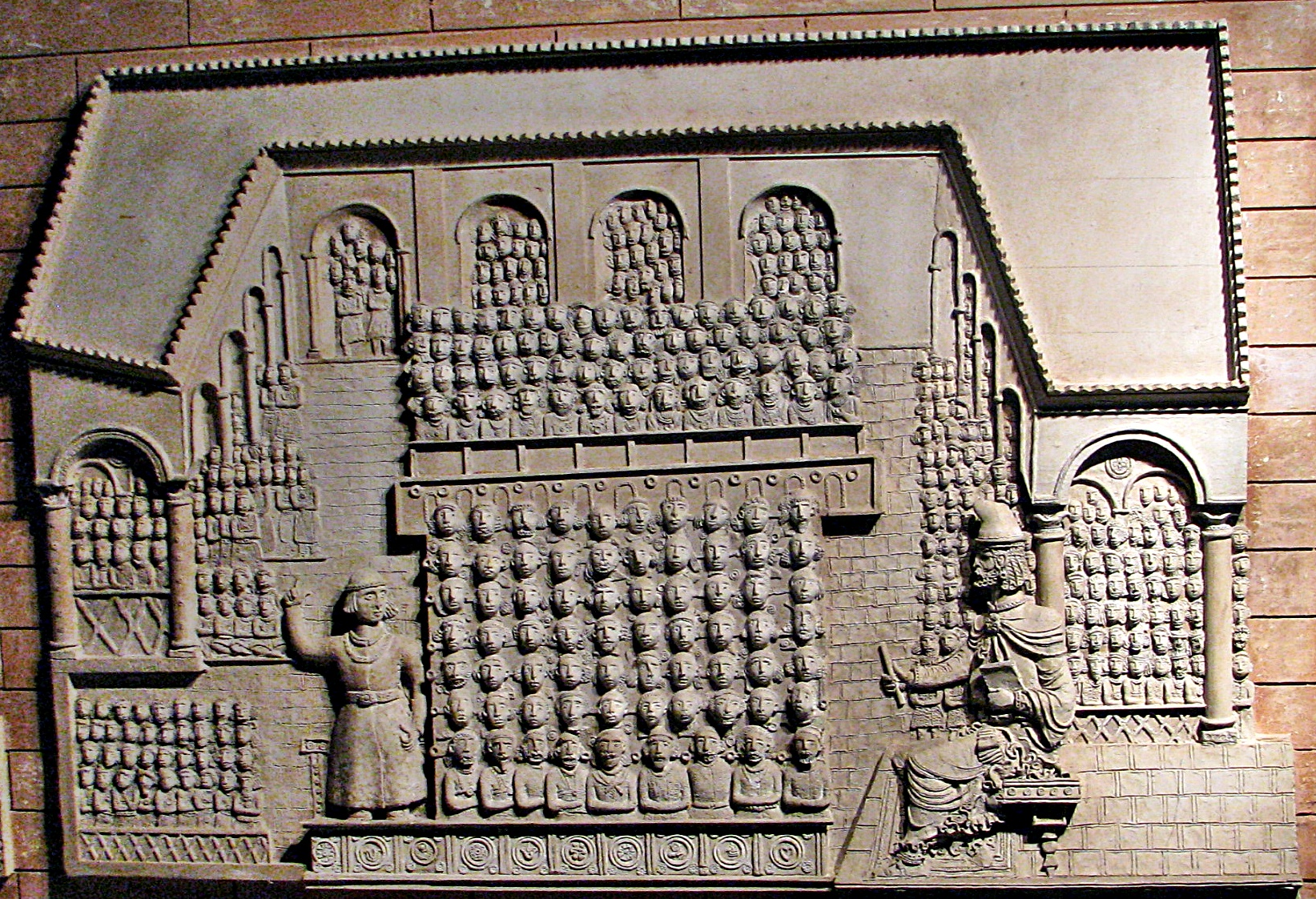
نقش‌برجسته تدریس ربی آشی در دانشگاه صورا

ربی اشی (به انگلیسی: Rav Ashi) (به عبری: רב אשי‌) (زندگانی بین ۳۵۲ تا ۴۲۷ میلادی)، یکی از خاخام‌های آمورائی تلمود بابلی بود که دانشگاه را در صورا، دوباره برقرار ساخت و یکی از ویراستاران تلمود بابلی بود. ربی آشی، همان سالی به دنیا آمد که ربی آمورا، مدرس بزرگ شهر ماحوزا، درگذشت. او اولین مدرس با اهمیت فرهنگستانِ تلمودی بعد از مرگ ربا بود. سیامی، پدر اشی، مرد باسواد و ثروتمندی بود که دانشجو کالج نرسه در نزدیک صورا بود. این کالج توسط ربی پاپا، شاگرد را با مدیریت می‌شد. مدرس آشی، ربی کاهانا بود. کاهانا یکی از اعضای همان کالج بود؛ که بعدها مدیر دانشگاه پومبدیتا شد.

## مطالعه بیشتر
- Zobel, Moshe Nahum (2007). "ASHI". Encyclopaedia Judaica (به انگلیسی). Vol. 2 (2nd ed.). New York: Thomson Gale. p. ۵۶۵–۵۶۶.